# Gedonia
Gedonia — компьютерная игра в жанре Action/RPG с открытым миром, разработанная российским инди-разработчиком Олегом Казаковым и выпущенная в 2022 году для Windows.

## Игровой процесс
Gedonia является ролевой игрой с открытым миром. Игра содержит более 70 квестов, как правило, имеющих несколько вариантов прохождения, а также более 15 подземелий с собственными механиками и головоломками.
В начале игры игрок настраивает пол и внешность персонажа, после чего распределяет очки по четырём характеристикам: сила, ловкость, интеллект и харизма. Характеристики нельзя поменять по ходу игры. В игре есть 19 умений, для каждого из которых есть своя ветка развития. В зависимости от выбранных характеристик, игрок может нанять до восьми спутников. В одной из локаций игрок может построить собственный дом и разбить рядом с ним ферму.
В игре есть восемь фракций, для вступления в которые игрок должен пройти особую цепочку заданий. Вступление во фракцию даёт доступ к пассивным бонусам и уникальной экипировке, а также влияет на отношение некоторых неигровых персонажей, торговцев и других фракций. Продвижение по сюжету ограничивается уровнем персонажа; таким образом, игроку приходится отвлекаться на второстепенные задания. Прохождение основного сюжета занимает порядка 15 часов.
В качестве графики игра использует низкополигональные модели и делает акцент на ярких цветах с небольшим количеством оттенков.

## Разработка и выпуск
Gedonia разрабатывалась в одиночку красноярским инди-разработчиком Олегом Казаковым. Для определённых задач Олег нанимал фрилансеров или покупал готовые ассеты. Игра использует движок Unity.
1 июня 2020 года игра вышла в ранний доступ в Steam. 15 октября 2022 года была выпущена полная версия игры после 3,5 лет разработки. В игре присутствует поддержка модов и Steam Workshop.

## Критика
Дмитрий Кривов из iXBT.games отметил, что при прохождении игры приходится делать скидку на то, что это проект одного разработчика, но рекомендовал игру с учётом низкой цены и отсутствия критических багов. Он особенно похвалил саундтрек и систему прокачки персонажа, но раскритиковал большое количество ошибок и недоработок, а также «отвратительное отношение к русской локализации». Редакция PlayGround.ru отметила, что хоть игра не лишена недостатков, но в неё интересно играть и она способна затянуть на долгое время. mADler из GoHa.ru похвалил игру за высокую реиграбельность.
К сентябрю 2023 года Gedonia разошлась тиражом более 100 тысяч копий.

## Продолжение
В сентябре 2023 года Олег Казаков анонсировал Gedonia 2. В сиквеле добавлена поддержка кооперативного режима до четырёх человек. Над продолжением работает команда из шести человек.